# Речкалов, Аким Иванович
Аким Иванович Речкалов (22 сентября 1925, д. Речкалова, Ирбитский район — 2 ноября 2010, г. Москва) — российский инженер, конструктор вагонов, лауреат Государственной премии СССР.

## Биография
Сын раскулаченного крестьянина-середняка, сосланного с семьей на Высокогорский железный рудник под Нижним Тагилом.
Окончил Брянский институт транспортного машиностроения (1947) по специальности инженер-механик.
С 1947 г. работал на Уралвагонзаводе: инженер-конструктор, начальник механического цеха, начальник бюро отдела криогенного
машиностроения, заместитель главного конструктора.
Под его руководством созданы и внедрены в производство 2-, 3-, 4-осные тележки, различные типы поглощающих аппаратов и автосцепного устройства, модели 4-, 6-, 8-осных полувагонов.
В 1967—1980 гг. главный инженер — первый заместитель начальника Главного управления вагоностроения Министерства тяжелого, энергетического и транспортного машиностроения СССР. Руководил комплексом научно-исследовательских работ по разработке нового подвижного состава для железнодорожного транспорта, созданию новых заводов и развитию мощностей вагоностроительных заводов СССР.
В 1980—1996 гг. директор Государственного НИИ вагоностроения.
Кандидат технических наук (1982). Автор 25 изобретений и более 50 научных работ.

## Признание
Лауреат Государственной премии СССР 1978 года — за создание прокатного агрегата «250» и комплексной технологии для массового производства осей ж/д транспорта.
Заслуженный машиностроитель РСФСР. Почётный железнодорожник.
Награждён двумя орденами Трудового Красного Знамени, орденом «Знак Почёта», орденом Почёта (1996), медалями.